# A cavallo della tigre (film 1961)
A cavallo della tigre è un film del 1961, diretto da Luigi Comencini.
Del film è stato girato un remake nel 2002, intitolato sempre A cavallo della tigre, diretto da Carlo Mazzacurati.

## Trama
Roma. Giacinto Rossi, un povero autista indebitato fino al collo, viene imprigionato per simulazione di reato. Tre anni dopo, si ritrova in una cella con Tagliabue, un assassino senza scrupoli, Sorcio, un anziano ladro, e Papaleo, un colto ossessionato dall'onore che ha ucciso l'amante della compagna Olga. Giacinto viene costretto dai tre ad aiutarli ad evadere rocambolescamente dal carcere e, rifugiatisi in un bunker abbandonato, pianificano di riparare all'estero. Sorcio viene mandato a recuperare del denaro ma non fa ritorno e così Giacinto, Tagliabue e Papaleo sono costretti, affrontando mille peripezie, a fuggire da soli. Ma le cose vanno male: durante la fuga dall'appartamento della compagna di Sorcio, Papaleo cade dal tetto e muore, mentre Tagliabue e Giacinto fuggono verso Civitavecchia per imbarcarsi clandestinamente su una nave diretta a Porto Said ma, essendo privi del denaro per pagare il viaggio, Giacinto prova a chiederlo alla moglie Ileana. Questa vive in stato di indigenza in una baracca con un nuovo compagno, Coppola. I due convincono Giacinto a dire dove si nasconde Tagliabue, così da denunciarli e ottenere la ricompensa che potrà essere usata per far crescere i figli di Giacinto; Giacinto si sente un traditore, visto che nel frattempo si è affezionato al suo co-evasore, ma spinto dall'amore filiale accetta. I due vengono quindi arrestati e rispediti in carcere.

## Recensioni
- «In bilico tra ironia e patetismo, è un apologo grottesco e dolceamaro sul malessere sociale nell'Italia del miracolo economico. Manfredi esordisce bene nel registro drammatico in un personaggio diviso tra un sistema che non gli appartiene (il carcere) e un altro (la società, la famiglia) che non gli è mai appartenuto. Prodotto in cooperativa da Age, Scarpelli, Alfredo Bini, Mario Monicelli e lo stesso Comencini, fu un fiasco: troppo sgradevole e provocatorio» (Morando Morandini)[1]
- «Comencini riesce ad illustrare il meno possibile con sequenze di taglio 'morbido' e con 'montaggio' predisposto. Un merito notevole dove il lavoro artigianale premia una 'genialità' avvolgente di questo tipo di cinema (fare un film non è solo 'piazzare' una cinepresa [...] !). Un fare arte con 'leggerezza' e 'vitalità'; con immagini dolenti e sarcastiche, l'Italia rappresentava se stessa e il suo contraltare. Il cinema irrideva la storia minuta e sapeva la 'Storia' e i suoi vizi antichi. Il boom economico e il suo miracolo si mostravano già molto malaticci e per niente attenti alle magagne imminenti. Comencini conclude il cerchio in modo acido e sagace con L'ingorgo (1979) passando per Lo scopone scientifico (1972): oramai la chiusa 'commedia' diventava musica-stonata... Fotografia con un b/n di grande resa (di Aldo Scavarda che aveva lavorato l'anno prima con Antonioni ne L'avventura).»[2]

## Luoghi
- Il carcere dal quale evadono Giacinto Rossi, Tagliabue, Papaleo e il "Sorcio" si trovava all'interno del Forte Sangallo, situato in Via del Forte 1 a Civita Castellana (Viterbo) [3].
- La baracca presso Palidoro dove si era trasferita ad abitare in seguito ad uno sfratto la moglie di Giacinto Rossi, si trovava alla periferia sud-ovest di Roma, accanto al Ponte Monumentale di Mezzocammino[3].
- Il porto nel quale il tentativo di evasione ha termine con la cattura degli ultimi due prigionieri in fuga, è quello di Civitavecchia (Roma) [3].
- La chiatta nella quale si nascondono i due era ormeggiata a fianco della Calata della Rocca [3].
- Il campo dove, nella sequenza iniziale del film, Giacinto Rossi seppellisce un borsello denunciandone poi il furto si trova a lato di Via della Torre Valdaliga a Civitavecchia (Roma) [3].
- Il rifugio in cui i protagonisti si nascondono dopo l'evasione dal carcere è il bunker di Ponte Galeria, in Via della Muratella Mezzana a Ponte Galeria, Roma, e si vede anche in Tutti a casa (1960) [3].
- La strada dove Giacinto Rossi e Tagliabue fermano un automobilista e gli chiedono di portare un riscatto per riavere la bambina che credono sia sua figlia è sulla SP58a o via di Guadagnolo a Capranica Prenestina (RM) [3].
- Il palazzo di Via del Traversone 21 è poi diversamente rappresentato. Il portone è via Emanuele Filiberto a Roma. La finestra da dove si vede arrivare la polizia è via Magna Grecia all'incrocio con via Veio [3].
- Il palazzo del cinema (poi demolito) si trovava in via Cola di Rienzo 240. Il cinema Principe col tetto apribile era nel cortile interno [3].